# Al-Abbasijja al-Dżadida
Al-Abbasijja al-Dżadida – miejscowość w Egipcie, w muhafazie Al-Minja, w dystrykcie Maghagha. W 2006 roku liczyła 11 738 mieszkańców.